# Іш-Ек
Іш-Ек (ісп. Ixec) — руїни міста цивілізації мая в департаменті Петен (Гватемала).

## Історія
Перші поселення виникли в докласичний період. Само місто утворилося десь наприкінці цього періоду. Втім справжня назва цього містечка невідома. Десь на початку класичного періоду почало утворюватися політичне об'єднання.
У пізньокласичний період територія була досить густо заселена. У VII—VIII століттях відбувся найбільший розвиток агломерації, що охоплюватила комплекси Ялтуту, Тесіко, Ла-Пімьєнто. Тоді тут мешкало понад 4 тисячі осіб.
На території пам'ятки не було виявлено монументів, що вказує на недостатню ступінь розвитку сильних владних інститутів у межах агломерації. За однією з гіпотез, протягом усього класичного періоду Іш-Ек залишався підконтрольним ахавам однієї з сусідніх держав — Іштонтона, Іштуца або Курукуїца. Місто занепало під час колапсу класичних мая.

## Опис
Розташовано на відстані 4 км від руїн Іштуца. Будови були зведені на карстовому нагір'ї на відстані 5 км на схід від річки Мопан і 6 км на північний захід від річки Поште. Площа становила близько 25 км2.
Центр було утворено комплексом Е-групи, стадіоном для гри в м'яч і прилеглим до них з північного боку адміністративного центру елітними групами резіденціального характеру. Спорудження і перебудова Е-групи відносяться до раньокласичного періоду. III—VI століттям датовано також чоловіче поховання 79 і тайник 27, знайдені в західній піраміді комплексу.
Початок проживання житлових груп В і С належить до межі 100 до н. е. — 100 року н. е. Відповідно до археологічних досліджень вв ранньокласичний період функціювало близько 50 % житлових груп. До раннього періоду належить виникнення в межах сільськогосподарської округи другорядних комплексів Е-групи в Ялтуту і Ла-Пімьєнто.
Наприкінці класичного періоду розширено основний житловий комплекс в адміністративному центрі — групи D (з 7 до 18 будівель). Перебудовуються також ансамблі Ялтуту і Ла-Пімьєнто, а також зводиться ще одна Е-група — Тесіко. Ці комплекси, які виконували культові функції, були центром сільських громад чисельністю від 250 (Ялтуту) до 600 осіб (Тесіко).